# We Can't Go Wrong
We Can't Go Wrong (em português:  Nós Nao Podemos Errar) é o segundo álbum do grupo de freestyle The Cover Girls, lançado em 30 de Agosto de 1989 pela Capitol Records. Após conseguirem moderado sucesso com seu álbum de estreia Show Me, lançado em 1987, o grupo deixou a gravadora independente Fever Records, e assinou com a Capitol Records para esse álbum, que foi lançado em Agosto de 1989. Este álbum contém praticamente a mesma mistura de faixas freestyle e baladas de estilo R&B como o seu álbum de estréia. Três singles foram lançados desse álbum ("My Heart Skips a Beat", "We Can't Go Wrong", e "All That Glitters Isn't Gold"), e faixas de destaque incluem "Nothing Could Be Better", "That Boy of Mine" (que foi originalmente lançada em seu álbum de estréia, Show Me), "No One in This World", e uma versão cover de Carole King-Gerry Goffin, o clássico" Up on the Roof". No Japão o álbum foi lançado com o nome de All That Glitters Isn't Gold, e alcançou a posição #90 na parada musical do país.

## Faixas
| N.º | Título                         | Duração |  |
| 1.  | "Once Upon a Time"             | 4:17    |  |
| 2.  | "My Heart Skips a Beat"        | 5:16    |  |
| 3.  | "All That Glitters Isn't Gold" | 5:46    |  |
| 4.  | "Nothing Could Be Better"      | 5:18    |  |
| 5.  | "That Boy of Mine"             | 4:21    |  |
| 6.  | "No One in This World"         | 5:28    |  |
| 7.  | "Cute"                         | 4:55    |  |
| 8.  | "Love Mission"                 | 5:25    |  |
| 9.  | "We Can't Go Wrong"            | 5:14    |  |
| 10. | "Up on the Roof"               | 3:31    |  |

## Posições nas paradas musicais
| Parada musical (1989/1990)         | Melhor posição |
| ---------------------------------- | -------------- |
| Canadá - Canada RPM Top 100 Albums | 90             |
| Estados Unidos - Billboard 200     | 108            |
| Japão - Oricon                     | 90             |